# Barbara Becker-Cantarino
Barbara Becker-Cantarino (* 1. Dezember 1937) ist eine deutsche Germanistin. Durch ihre Forschung zu zuvor kaum bekannten Autorinnen und ihre Tätigkeit als Herausgeberin hat sie laut John Pustejovsky das Verständnis deutscher Literatur erweitert.

## Leben und Werk
Barbara Becker-Cantarino studierte Germanistik, Altphilologie und Vergleichende Literaturwissenschaft in Göttingen und an der University of North Carolina at Chapel Hill, wo sie 1962 den M.A. erwarb und 1967 promovierte. In ihrer Dissertation untersuchte sie das Werk von Aloys Blumauer im Kontext der österreichischen Aufklärung.
Becker-Cantarino lehrte an der Indiana University Bloomington, an der University of Texas at Austin und war von 1985 an  Redaerch Professor an der Ohio State University. Als Gastprofessorin unterrichtete sie zudem an der Freien Universität Berlin, an der Universität Breslau, an der University of Oxford und an der University of Maryland. Die Arbeit von Becker-Cantarino wurde mehrfach ausgezeichnet, unter anderem mit einem Guggenheim und einem Fulbright Fellowship
Ihre Arbeits- und Forschungsschwerpunkte sind Aufklärung, Pietismus, Romantik, weibliches Schreiben, die Konstruktion und Darstellung von Geschlecht sowie die Migration Deutscher nach Nordamerika. Becker-Cantarino hat zu diesen Themen publiziert und im Rahmen unterschiedlicher Kooperationen sowohl in den USA als auch in Europa geforscht. Als Herausgeberin hat sie Werke wichtiger Autorinnen erschlossen und zugänglich gemacht, unter anderen diejenigen von Anna Louisa Karsch, Sophie von La Roche und Anna Ovena Hoyers.
1960 heiratete Barbara Becker-Cantarino den Philosophen und Literaturwissenschaftler Vincente Cantarino, der 2017 verstarb. Sie ist Mutter von drei Töchtern.

## Publikationen
Monographien:
- Aloys Blumauer and the Literature of Austrian Enlightenment (= Europäische Hochschulschriften, 90). Lang, Bern 1973.
- Daniel Heinsius. Twayne World Authors Series 477. Boston 1978.
- Der lange Weg zur Mündigkeit: Frau und Literatur in Deutschland 1500–1800. Stuttgart 1987. Paperback edition, München 1989.
- Schriftstellerinnen der Romantik. Epoche – Werke – Wirkung. München 2000.
- Pietism and Woman’s Autobiography. The Life of Lady Johanna Eleonora Petersen, Written by Herself (1689/1719). Chicago 2005.
- Meine Liebe zu Büchern. Sophie von La Roche als professionelle Schriftstellerin. Heidelberg 2008.
- Genderforschung und Germanistik. Perspektiven von der Frühen Neuzeit zur Moderne. Berlin 2010.
- mit Gudrun Loster-Schneider: „Ach, wie wünschte ich mir Geld genug, um eine Professur zu stiften“. Sophie von La Roche (1730–1807) im literarischen und kulturpolitischen Feld von Aufklärung und Empfindsamkeit. Francke, Tübingen 2010.

Artikel (Auswahl):
- Vom »Ganzen Haus« zur Familienidylle. Haushalt als Mikrokosmos in der Literatur der frühen Neuzeit und seine spätere Sentimentalisierung. In: Daphnis. Band 15, 1986, S. 509–533.
- Die böse Frau und das Züchtigungsrecht des Hausvaters in der frühen Neuzeit. In: Sylvia Wallinger, Monika Jonas (Hrsg.): Der Widerspenstigen Zähmung. Studien zur bezwungenen Weiblichkeit in der Literatur vom Mittelalter bis zur Gegenwart (= Innsbrucker Beiträge zur Kulturwissenschaft, Germanistische Reihe. Band 31). Innsbruck 1986, S. 117–132.

Herausgaben (Auswahl):
- Die Frau von der Reformation zur Romantik. Die Situation der Frau vor dem Hintergrund der Literatur und Sozialgeschichte (= Modern German Studies, 7). Bonn 1980, 1985, 1987.
- Martin Opitz. Studien zu Werk und Person. Amsterdam 1982.
- Sophie La Roche: Geschichte des Fräuleins von Sternheim (1771). Stuttgart 1983, 1997.
- Daniel Heinsius: Nederduytsche Poemata (= Nachdrucke Deutscher Literatur des 17. Jahrhunderts, 31). Bern 1983.
- Satire in der Frühen Neuzeit. Amsterdam 1986.
- Anna Ovena Hoyers: Geistliche und Weltliche Poemata (1650) (= Deutsche Neudrucke: Reihe Barock, 36). Tübingen 1986.
- mit Jörg-Ulrich Fechner: Opitz und seine Welt. Festschrift für George Schulz-Behrend. Amsterdam 1990.
- Anna Louisa Karsch: Auserlesene Gedichte (1764). Frankfurt am Main 1996.
- Anna Louisa Karsch: Neue Gedichte (1772). Frankfurt am Main 1996.
- Anna Louisa Karsch: Gedichte (1792). Frankfurt am Main 1996.
- Sophie von La Roche: Briefe über Mannheim (1791). Frankfurt am Main 1997.
- Sophie von La Roche: Mein Schreibetisch (1799). Frankfurt am Main 1997.
- Sophie von La Roche: Tagebuch einer Reise durch Holland und England (1788). Frankfurt am Main 1999.
- Migration and Religion. Christian Transatlantic Missions, Islamic Migration to Germany. Amsterdam/New York 2012.
- Bettina von Arnim Handbuch. Berlin 2020.